# 木谷道場
木谷道場（きたにどうじょう）とは、木谷實九段が平塚・四谷で主催した囲碁の棋士養成所である。多数の棋士を輩出し、道場出身棋士が1985年から1998年まで三大タイトルを、1985年から1988年まで七大タイトルを一門で独占するなど多くの活躍を残したことで知られる。

## 概要

### 創成期
1933年（昭和8年）に初弟子が入門して以来全国から棋士を集め育成し続け、70名以上が弟子入りし50名以上がプロ棋士となった。
門下生以外に、木谷の七人の子（三人の男子、四人の女子）、木谷の師匠の久保松勝喜代の母・娘、居候の「谷先生」、突然訪ねてきた行き場のない老人の「山羊のおじいさん」、鶏や山羊らが一緒に暮らしていた。
1937年からは平塚市桃浜町、1961年からは四谷三栄町にの自宅に道場を開設し碁に集中できる環境を整えた。門下の七大タイトル合計獲得数は146、名誉称号獲得者は5人と囲碁界に大きな足跡を残した。1970年代から2000年代の約30年間で三大タイトルを獲得したのは9人だけだがそのうち7人が木谷道場出身者である。
院生では木谷門下はあっという間にプロになるので「木谷のロケット集団」と呼ばれていた。院生より木谷道場のほうがレベルが高かったので院生で打つほうが気が楽だったという。
四谷の木谷道場は囲碁のメッカともいうべき場所だった。アマ十傑戦やアマ本因坊戦の全国大会に出場した地方の選手が訪ねてきたり、腕自慢の大学生が住み込んで勉強していた。プロになるかどうかではなく碁に情熱があれば来る者は拒まずだった。

### 木谷の晩年
木谷が、1963年、2度目の脳溢血に倒れた後は、木谷の研究会の師範役は、同じ鈴木為次郎名誉九段一門の梶原武雄九段になった。また、1969年から、藤沢秀行が代々木に事務所を開いたが、ここでも若手棋士が集まっての研究会が行われ、木谷道場から石田芳夫、加藤正夫、武宮正樹、趙治勲らが参加した（その他に、林海峰、曺薫鉉らが参加）。

### 木谷の死後
1975年に木谷が死去した後も、「土曜木谷会」は妻・美春によって続けられ16年間行われた。ここに通った子どもたちの中から大矢浩一（現九段）、梅沢由香里、武宮陽光、桑原陽子らを輩出した。
美春が死去した後は、木谷の娘の小林禮子が「仁風会」（じんぷうかい）と名称を変えて継続した。仁風会では「鳳雛戦」という若手棋士と院生によるトーナメントが企画された。また一般公開されファンの拡大を図った。この棋戦では張栩や河野臨らが優勝しその後も活躍している。
土曜木谷会の弟子たちは、禮子と結婚した小林光一があとを引き継ぐことになった。さらに「小林研究会」を始め弟子以外にも門戸を開いた。当時小林はまだ26歳と現役バリバリで自身の対局と弟子の育成の両立はかなり過酷だった。
道場があった平塚市の平塚市駅前商店街では湘南ひらつか囲碁まつりが行われており、道場出身者も多く参加している。道場跡地である 神奈川県平塚市桃浜町11には記念石碑が建てられている。

## 門下生
背景黄色は七大タイトル獲得者。
| 入門   | 棋士       | 段位 | 出身     | 生年 | 入門年     | 入段年 | 実績など                                       | url    |
| ------ | ---------- | ---- | -------- | ---- | ---------- | ------ | ---------------------------------------------- | ------ |
| 1      | 武久勢士   | 六段 | 神戸市   | 1916 | 1933年3月  | [ 5 ]  | 一番弟子                                       |        |
| 2      | 梶和為     | 九段 | 東京都   | 1922 | 1933年     | 1941   |                                                | [ 6 ]  |
| 3      | 松本篤二   | 八段 | 光市     | 1921 | 1935年     | 1941   | 大倉喜七郎賞                                   | [ 7 ]  |
| 4      | 芦葉勝美   | 七段 | 東京都   | 1922 | 1934年3月  | 1942   | 普及功労賞                                     | [ 8 ]  |
| 5      | 中山繁行   | 五段 | 東京都   | 1921 | 1934年     | 1990   |                                                |        |
| 6      | 趙南哲     | 九段 | 韓国     | 1923 | 1937年12月 | 1941   | 韓国棋院設立者                                 | [ 10 ] |
| 7      | 本田幸子   | 七段 | 伊東市   | 1930 | 1938年     | 1947   | 女流選手権優勝7回                              | [ 11 ] |
| 8      | 小山嘉代   | 三段 | 仙台市   | 1926 | 1939年12月 | [ 12 ] | 大平修三の姉                                   | [ 13 ] |
| 9      | 筒井勝美   | 六段 | 前橋市   | 1930 | 1940年3月  | 1947   | 大倉喜七郎賞                                   | [ 14 ] |
| 10     | 石毛嘉久夫 | 九段 | 銚子市   | 1925 | 1941年8月  | 1943   | 中国囲碁使節                                   | [ 15 ] |
| 11     | 岩田達明   | 九段 | 名古屋市 | 1926 | 1941年10月 | 1943   | 元棋士会長                                     | [ 16 ] |
| 12     | 大平修三   | 九段 | 岐阜市   | 1930 | 1941年11月 | 1947   | 棋院選手権4連覇                                | [ 17 ] |
| 13     | 尾崎春美   | 八段 | 京都市   | 1927 | 1942年12月 | 1947   | 松原賞                                         | [ 18 ] |
| 14     | 加田克司   | 九段 | 別府市   | 1931 | 1946年11月 | 1947   | 名人・本因坊リーグ                             |        |
| 15     | 小林禮子   | 七段 | 平塚市   | 1939 | 木谷の実子 | 1956   | 女流戦優勝多数                                 | [ 19 ] |
| 16     | 小林祐子   | 初段 | 神戸市   | 1939 | 1950年     | 1990   |                                                |        |
| 17     | 戸沢昭宣   | 九段 | 函館市   | 1940 | 1951年11月 | 1956   | 勝率第1位賞・連勝賞                            | [ 20 ] |
| 18     | 大竹英雄   | 九段 | 北九州市 | 1942 | 1951年12月 | 1956   | 名誉碁聖・名人4期など多数                      | [ 21 ] |
| 19     | 尚司和子   | 三段 | 豊橋市   | 1938 | 1954年1月  | 1961   | 普及功労賞                                     | [ 22 ] |
| 20     | 金島忠     | 九段 | 海老名市 | 1945 | 1955年3月  | 1968   | 首相杯準優勝                                   | [ 23 ] |
| 21     | 石榑郁郎   | 九段 | 岐阜市   | 1942 | 1955年10月 | 1960   | 首相杯準優勝                                   | [ 24 ] |
| 22     | 春山勇     | 九段 | 岐阜市   | 1946 | 1956年6月  | 1960   | 首相杯優勝 『布石のベスポジ』                  | [ 25 ] |
| 23     | 柴田寛二   | 初段 | 前橋市   | 1941 | 1956年8月  | [ 12 ] |                                                |        |
| 24     | 上村邦夫   | 九段 | 北見市   | 1946 | 1957年4月  | 1962   | 名人戦リーグ                                   | [ 26 ] |
| 25     | 土田正光   | 九段 | 岐阜市   | 1944 | 1957年4月  | 1961   | 連勝賞・勝率第一位賞                           | [ 27 ] |
| 26     | 石田芳夫   | 九段 | 愛知県   | 1948 | 1957年7月  | 1963   | 二十四世本因坊・名人など多数                   | [ 28 ] |
| 27     | 久島国夫   | 九段 | 福井市   | 1946 | 1957年7月  | 1965   | 大手合第1部全勝優勝                            | [ 29 ] |
| 28     | 加藤正夫   | 九段 | 福岡市   | 1947 | 1959年4月  | 1964   | 名誉王座、名人・本因坊 ほか多数                | [ 30 ] |
| 29     | 佐藤昌晴   | 九段 | 高田市   | 1947 | 1959年7月  | 1964   | 優秀棋士賞、 名人リーグ2期                     | [ 31 ] |
| 30     | 額謙       | 六段 | 東京都   | 1940 | 1959年9月  | 1969   | 『高段をめざすうわての置碁』                   | [ 32 ] |
| 31     | 伊藤誠     | 九段 | 彦根市   | 1945 | 1960年1月  | 1964   | 六段戦準優勝                                   | [ 33 ] |
| 32     | 小林千寿   | 五段 | 松本市   | 1954 | 1960年4月  | 1972   | 女流選手権戦優勝3連覇など                      | [ 34 ] |
| 33     | 宮沢吾朗   | 九段 | 帯広市   | 1949 | 1961年12月 | 1966   | 三大リーグ所属経験                             | [ 35 ] |
| 34     | 趙祥衍     | 七段 | 韓国     | 1941 | 1961年3月  | 1963   | 趙治勲の兄                                     | [ 36 ] |
| 35     | 金寅       | 九段 | 韓国     | 1943 | 1962年3月  | 1958   | 国手6連覇                                      | [ 37 ] |
| 36     | 趙治勲     | 九段 | 韓国     | 1956 | 1962年8月  | 1968   | 名誉名人・二十五世本因坊 タイトル獲得数歴代1位 | [ 38 ] |
| 37     | 浅野英昭   | 八段 | 東京都   | 1945 | 1962年10月 | 1966   | NHK杯出場                                      | [ 39 ] |
| 38     | 河燦錫     | 九段 | 韓国     | 1948 | 1964年1月  | 1967   | 国手2連覇                                      |        |
| 39     | 小林光一   | 九段 | 旭川市   | 1952 | 1965年3月  | 1967   | 名誉称号三冠 タイトル獲得数歴代3位             | [ 40 ] |
| 40     | 武宮正樹   | 九段 | 東京都   | 1951 | 1965年4月  | 1964   | 本因坊4連覇・名人など                          | [ 41 ] |
| 41     | 石榑まき子 | 三段 | 東京都   | 1949 | 1965年1月  | 1972   | 石榑郁郎夫人                                   | [ 42 ] |
| 42     | 小川誠子   | 六段 | 名古屋市 | 1951 | 1966年1月  | 1970   | 女流史上2人目の500勝                           | [ 43 ] |
| 43     | 井上国夫   | 八段 | 東京都   | 1948 | 1966年3月  | 1968   | 七段戦準優勝                                   | [ 44 ] |
| 44     | 大戸省三   | 六段 | 東京都   | 1948 | 1966年7月  | 1971   |                                                | [ 45 ] |
| 45     | 尾越一郎   | 八段 | 臼杵市   | 1954 | 1966年12月 | 1976   | 本因坊戦三次決勝                               | [ 46 ] |
| 46     | 佐藤真知子 | 三段 | 東京都   | 1949 | 1967年4月  | 1972   | 佐藤昌晴九段夫人                               | [ 47 ] |
| 47     | 小林孝之   | 三段 | 松本市   | 1956 | 1967年4月  | 1975   | 小林4兄弟                                      | [ 13 ] |
| 48     | 小林健二   | 七段 | 松本市   | 1958 | 1967年4月  | 1975   | 新鋭トーナメント準優勝                         | [ 48 ] |
| 49     | 小林覚     | 九段 | 松本市   | 1959 | 1967年4月  | 1974   | 棋聖・碁聖など                                 | [ 49 ] |
| 50     | 信田成仁   | 六段 | 東京都   | 1951 | 1968年2月  | 1973   | 棋士会副会長                                   | [ 50 ] |
| 51     | 園田泰隆   | 九段 | 日向市   | 1957 | 1970年6月  | 1976   | 新鋭トーナメント優勝                           | [ 51 ] |
| 52     | 小山秀雄   | 五段 | 東京都   | 1951 | 1970年10月 | 1974   | 三段戦準優勝                                   | [ 52 ] |
| 53     | 日高敏之   | 七段 | 鹿児島県 | 1959 | 1980       | 1980   |                                                |        |
| [ 53 ] | 尹奇鉉     | 九段 | 韓国     | 1942 | 1980       | 1959   | 国手2回                                        | [ 54 ] |

全70名以上。50名以上がプロ入り。

## 年譜
- 1937年 - 神奈川県平塚市にプロ棋士養成のため「平塚木谷道場」を開設。
- 1944年7月3日 - 木谷實白紙招集。赤羽工兵隊・京城朝鮮第二十二部隊に配属。同年9月29日帰還。
- 1955年10月 - 木谷一家、疎開先から平塚に戻る。
- 1956年 - 木谷全国各地へ指導碁に出向く。以後手合の合間を塗って地方で囲碁巡業を行う旅が続く。
- 1962年5月 - 東京都四谷三栄町に「四谷木谷道場」を開設。
- 1962年8月 - 「木谷一門百段突破記念祝賀会」が産経ホールで開催。林海峰六段と趙治勲（当時6歳）との五子局が公開対局される。
- 1963年12月 - 木谷2度目の脳溢血で倒れる。
- 1969年 - 大竹英雄が門下初七大タイトル（十段）を獲得。
- 1970年3月 - 「木谷一門二百段突破記念大会」がサンケイホールで開催。
- 1971年 - 石田芳夫が木谷悲願の本因坊を獲得する。
- 1974年6月3日 - この日限りで「四谷木谷道場」を閉鎖。道場を解散して平塚に戻る。石田が名人位を取る。
- 1975年 - 石田が門下初名誉称号を獲得。
- 1975年12月19日 - 木谷實逝去。同日、従四位、勲二等瑞宝章を受章。
- 1983年 - 門下七大タイトル獲得合計数50突破。
- 1991年6月3日 - 木谷實夫人美春逝去。
- 1991年 - 門下七大タイトル獲得合計数100突破。

## 木谷一門の七大タイトル戦歴
色付きのマスは勝利（奪取または防衛）。濃い色付きのマス目は名誉称号獲得。色付きは門下同士の番碁（上段が勝者）。青色は挑戦者または失冠。他の棋士との比較は、囲碁のタイトル在位者一覧 を参照。
|                   | 棋聖                     | 十段                     | 本因坊                     | 碁聖                     | 名人                       | 王座                       | 天元              | 備 考                                                                             |
| ----------------- | ------------------------ | ------------------------ | -------------------------- | ------------------------ | -------------------------- | -------------------------- | ----------------- | --------------------------------------------------------------------------------- |
| 棋聖戦 1-3月      | 十段戦 3-4月             | 本因坊戦 5-7月           | 碁聖戦 6-8月               | 名人戦 9-11月            | 王座戦 10-12月             | 天元戦 10-12月             |                   |                                                                                   |
| 1969年 （昭和44） | －                       | 大竹英雄                 | 加藤正夫                   | －                       |                            | 大竹英雄                   | －                | 門下初タイトル                                                                    |
| 1970年 （昭和45） | －                       | －                       |                            | －                       |                            |                            | －                | 十段戦行われず                                                                    |
| 1971年 （昭和46） | －                       | 大竹英雄                 | 石田芳夫                   | －                       |                            |                            | －                | 石田新本因坊                                                                      |
| 1972年 （昭和47） | －                       |                          | 石田芳夫                   | －                       |                            |                            | －                | －                                                                                |
| 1973年 （昭和48） | －                       |                          | 石田芳夫                   | －                       | 石田芳夫                   |                            | －                |                                                                                   |
| 1974年 （昭和49） | －                       |                          | 石田芳夫 武宮正樹          | －                       | 石田芳夫                   | 石田芳夫                   | －                |                                                                                   |
| 1975年 （昭和50） | －                       |                          | 石田芳夫                   | －                       | 大竹英雄 石田芳夫          | 大竹英雄 石田芳夫          |                   | 天元戦創設、石田芳夫二十四世本因坊資格                                            |
| 1976年 （昭和51） | －                       | 加藤正夫                 | 武宮正樹 石田芳夫          | 加藤正夫 大竹英雄        | 大竹英雄 石田芳夫          | 趙治勲 大竹英雄            | 小林光一          | 木谷一門全冠制覇、加藤新十段、武宮新本因坊 、趙治新王座、小林光新天元、碁聖戦創設 |
| 1977年 （昭和52） |                          | 加藤正夫                 | 加藤正夫 武宮正樹          | 加藤正夫 武宮正樹        | 大竹英雄                   | 趙治勲                     |                   | 棋聖戦創設、                                                                      |
| 1978年 （昭和53） | 加藤正夫                 | 加藤正夫                 | 加藤正夫 石田芳夫          | 大竹英雄 加藤正夫        | 大竹英雄                   | 石田芳夫                   | 加藤正夫          | タイトル戦が7つになってから、初めてすべてのタイトル戦に出場。                     |
| 1979年 （昭和54） | 石田芳夫                 | 加藤正夫                 | 加藤正夫                   | 趙治勲 大竹英雄          | 大竹英雄                   | 加藤正夫 石田芳夫 四冠達成 | 加藤正夫          | 加藤史上初の四冠、十段4連覇                                                       |
| 1980年 （昭和55） |                          | 大竹英雄 加藤正夫        | 武宮正樹 加藤正夫 四冠終了 | 大竹英雄 趙治勲          | 趙治勲 大竹英雄            | 加藤正夫 石田芳夫          | 加藤正夫          | 天元戦挑戦手合に移行                                                              |
| 1981年 （昭和56） | 大竹英雄                 | 大竹英雄                 | 趙治勲 武宮正樹            | 大竹英雄 加藤正夫        | 趙治勲 加藤正夫            | 加藤正夫                   | 加藤正夫 小林光一 | 加藤天元4連覇                                                                     |
| 1982年 （昭和57） |                          | 趙治勲 大竹英雄          | 趙治勲 小林光一            | 大竹英雄 趙治勲          | 趙治勲 大竹英雄            | 加藤正夫                   | 加藤正夫          |                                                                                   |
| 1983年 （昭和58） | 趙治勲 四冠達成          | 加藤正夫 趙治勲 四冠終了 | 趙治勲                     | 大竹英雄                 | 趙治勲 大竹英雄            | 加藤正夫 大竹英雄          |                   | 趙治史上初の大三冠、四冠                                                          |
| 1984年 （昭和59） | 趙治勲                   | 小林光一 加藤正夫        |                            | 大竹英雄 加藤正夫        | 趙治勲 大竹英雄            | 加藤正夫                   | 石田芳夫          | 王座戦三番勝負から五番勝負に移行 趙治勲名誉名人資格、大竹英雄名誉碁聖資格         |
| 1985年 （昭和60） | 趙治勲 武宮正樹          | 小林光一 大竹英雄        | 武宮正樹                   | 大竹英雄                 | 小林光一 趙治勲            | 加藤正夫 小林光一          | 小林光一 石田芳夫 | 木谷一門全冠制覇、大竹碁聖6連覇                                                   |
| 1986年 （昭和61） | 小林光一 趙治勲 四冠達成 | 小林光一 武宮正樹        | 武宮正樹                   | 趙治勲 大竹英雄          | 加藤正夫 小林光一 四冠終了 | 加藤正夫                   | 小林光一          | 加藤正夫名誉王座資格、小林四冠                                                    |
| 1987年 （昭和62） | 小林光一 武宮正樹        | 加藤正夫 小林光一        | 武宮正樹                   | 加藤正夫 趙治勲 四冠達成 | 加藤正夫                   | 加藤正夫 趙治勲            | 趙治勲 小林光一   | 趙治史上初のグランドスラム、加藤四冠                                              |
| 1988年 （昭和63） | 小林光一 加藤正夫        | 趙治勲 加藤正夫 四冠終了 | 武宮正樹 大竹英雄          | 小林光一 加藤正夫        | 小林光一 加藤正夫          | 加藤正夫                   | 趙治勲            | 4年連続全冠制覇、武宮本因坊4連覇                                                  |
| 1989年 （平成元） | 小林光一 武宮正樹        | 趙治勲                   | 趙治勲 武宮正樹            | 小林光一                 | 小林光一                   | 加藤正夫                   | 趙治勲            | 加藤王座8連覇                                                                     |
| 1990年 （平成2）  | 小林光一 大竹英雄        | 武宮正樹 趙治勲          | 趙治勲 小林光一            | 小林光一 小林覚          | 小林光一 大竹英雄          | 加藤正夫                   | 小林光一          | 小林光一名誉棋聖資格、 加藤正夫14年6カ月連続でタイトル保持、12年連続王座戦出場    |
| 1991年 （平成3）  | 小林光一 加藤正夫        | 武宮正樹 趙治勲          | 趙治勲 小林光一            | 小林光一 小林覚          | 小林光一                   |                            |                   |                                                                                   |
| 1992年 （平成4）  | 小林光一                 | 武宮正樹 小林光一        | 趙治勲 小林光一            | 小林光一 小林覚          | 小林光一 大竹英雄          | 小林光一                   |                   | 小林光名誉名人・名誉碁聖資格                                                      |
| 1993年 （平成5）  | 小林光一 加藤正夫        | 大竹英雄 武宮正樹        | 趙治勲                     | 小林光一                 | 小林光一 大竹英雄          | 加藤正夫                   |                   | 趙治二十五世本因坊資格 小林光棋聖8連覇、碁聖6連覇                                 |
| 1994年 （平成6）  | 趙治勲 小林光一          | 大竹英雄 小林光一        | 趙治勲                     | 小林光一                 | 小林光一                   | 趙治勲 加藤正夫            |                   | 小林光名人7連覇                                                                   |
| 1995年 （平成7）  | 小林覚 趙治勲            | 大竹英雄                 | 趙治勲 加藤正夫            | 小林覚                   | 武宮正樹 小林光一          | 趙治勲                     | 小林光一          | 小林覚新棋聖・碁聖                                                                |
| 1996年 （平成8）  | 趙治勲 小林覚            |                          | 趙治勲                     | 小林覚                   | 趙治勲 武宮正樹            |                            |                   |                                                                                   |
| 1997年 （平成9）  | 趙治勲 小林覚            | 加藤正夫                 | 趙治勲 加藤正夫            |                          | 趙治勲 小林光一            |                            |                   |                                                                                   |
| 1998年 （平成10） | 趙治勲                   | 加藤正夫                 | 趙治勲                     |                          | 趙治勲                     |                            | 小林光一          | 14年連続3冠独占。 趙治本因坊10連覇、大三冠3連覇                                   |
| 1999年 （平成11） | 趙治勲 小林光一          | 小林光一                 | 趙治勲                     | 小林光一                 | 趙治勲                     | 趙治勲                     | 小林光一          | 趙治棋聖4連覇、名人4連覇、21年間連続でタイトル獲得                                |
| 2000年 （平成12） | 趙治勲                   | 小林光一                 |                            | 小林光一                 | 趙治勲                     | 趙治勲                     | 小林光一          |                                                                                   |
| 2001年 （平成13） |                          | 小林光一                 |                            | 小林光一                 |                            | 趙治勲                     |                   | 小林光一十段失冠で30年ぶりに木谷門下が無冠となる                                  |
| 2002年 （平成14） |                          | 武宮正樹                 | 加藤正夫                   | 小林光一                 | 趙治勲                     | 趙治勲                     |                   | 趙治勲24年連続タイトル戦出場                                                      |
| 2003年 （平成15） |                          |                          | 加藤正夫                   | 小林光一                 |                            |                            |                   |                                                                                   |
| 2004年 （平成16） |                          |                          |                            |                          |                            |                            |                   | 33年ぶりに木谷門下がタイトル戦不出場となる。                                      |
| 2005年 （平成17） |                          | 趙治勲                   |                            |                          | 小林覚                     |                            |                   |                                                                                   |
| 2006年 （平成18） |                          | 趙治勲                   |                            |                          |                            |                            |                   |                                                                                   |
| 2007年 （平成19） |                          | 趙治勲                   |                            |                          |                            |                            |                   | 趙治勲タイトル初獲得から最新のタイトル獲得までの年数最長記録（31年間）            |
| 2008年 （平成20） |                          | 趙治勲                   |                            |                          |                            |                            |                   |                                                                                   |
|                   | 棋聖                     | 十段                     | 本因坊                     | 碁聖                     | 名人                       | 王座                       | 天元              | 備 考                                                                             |
| 棋聖戦 1-3月      | 十段戦 3-4月             | 本因坊戦 5-7月           | 碁聖戦 6-8月               | 名人戦 9-11月            | 王座戦 10-12月             | 天元戦 10-12月             |                   |                                                                                   |

## 棋士別の獲得七大タイトル
| 氏名     | タイトル                                                         | 合計 |
| 大竹英雄 | 名人4期 十段5期 碁聖7期 王座1期                                  | 17期 |
| 加藤正夫 | 名人2期 本因坊4期 十段7期 天元2期 王座11期 碁聖3期               | 31期 |
| 石田芳夫 | 名人1期 本因坊5期、天元1期、王座2期                              | 9期  |
| 武宮正樹 | 名人1期 本因坊6期 十段3期                                        | 10期 |
| 趙治勲   | 棋聖8期、名人9期、本因坊12期、十段6期、天元2期、王座3期、碁聖2期 | 42期 |
| 小林光一 | 棋聖8期、名人8期、十段5期、天元5期、碁聖9期                      | 35期 |
| 小林覚   | 棋聖1期、碁聖1期                                                 | 2期  |

## その他の主要棋戦での活躍
| 氏名     | タイトル |
| 大竹英雄 | 世界囲碁選手権富士通杯1回； テレビ囲碁アジア選手権戦1回； 全日本第一位決定戦5期; NHK杯5回； NEC杯3回； 早碁選手権戦1回； 竜星戦1回                                                             |
| 加藤正夫 | NHK杯1回； NEC杯3回； 早碁選手権3回；竜星2回； 阿含・桐山杯3回 |
| 石田芳夫 | 日本棋院選手権戦2期; NHK杯3回； NEC杯1回； 早碁選手権3回; プロ十傑戦2回 |
| 武宮正樹 | 世界選手権富士通杯2回；テレビ囲碁アジア選手権戦4回; NHK杯1回； NEC杯2回； 早碁選手権2回 |
| 趙治勲   | 世界選手権富士通杯1回； 三星火災杯1回； NHK杯4回； NEC杯4回； 早碁選手権7回； プロ十傑戦1回； 竜星2回； 阿含・桐山杯1回                                                                        |
| 小林光一 | 世界選手権富士通杯1回； NHK杯2回； NEC杯3回； 早碁選手権4回； 竜星3回； 阿含・桐山杯1回 |
| 小林覚   | NHK杯1回； 早碁選手権1回； 竜星1回； 阿含・桐山杯1回 |
| 岩田達明 | 王冠戦 9期 中部最高位戦 3期 |
| 大平修三 | 青年棋士選手権戦 1期 首相杯争奪戦 1期 日本棋院選手権戦 5期 早碁選手権 1期 |
| 宮沢吾朗 | 新人王 2期 |
| 趙南哲   | 韓国棋戦 全国棋士選手権戦 1948-55年（1950-52年は開催せず国手戦 1956-64年 王座戦 1958、69覇王戦 1959-62年最高位戦 1959-66年（63年は開催せず） 名人戦 1968、70年 最強者戦 1973年                 |
| 金寅     | 国手戦 1965-70年覇王戦 1965、67-71、76年（66、72-75年は中止）王位戦 1966-72、74年 最高位戦1967、71-72年王座戦 1968年青少年杯戦 1968年 最強戦 1968年名人戦 1969年ペクナム戦 1974年棋王戦 1977年 |
| 河燦錫   | 国手戦 1973、74年 王位戦 1973年 バッカス杯戦 1984年 KBS杯バドゥク王戦 1985年 |
| 本田幸子 | 女流選手権戦 1969、73-75、81年 女流本因坊戦 1982、84年 |
| 楠光子   | 女流本因坊戦 1983、85、87-89年 女流鶴聖戦 1984、85年 |
| 小林禮子 | 女流選手権戦 6期 女流名人戦 2期 女流鶴聖戦 2期 |
| 小林千寿 | 女流選手権戦 1976-78年 女流鶴聖戦 1989、93、97年 |

## 最近の活躍
- 2001年　NECカップ：趙治勲；NHK杯：石田芳夫：竜星戦：加藤正夫
- 2002年　阿含・桐山杯：趙治勲；竜星戦：小林光一
- 2003年　阿含・桐山杯：加藤正夫；竜星戦：小林光一
- 2004年　NECカップ：小林光一；NHK杯：小林光一
- 2007年　NHK杯：趙治勲
- 2011年　囲碁マスターズカップ：趙治勲
- 2013年　囲碁マスターズカップ：小林覚
- 2014年　囲碁マスターズカップ：趙治勲
- 2015年　囲碁マスターズカップ：趙治勲
- 2016年　棋戦優勝者選手権戦：趙治勲

## エピソード

### 日々の生活
勉強は早碁の一番手直り（一局負けると置き石が増え、勝つと置き石が減る方式）で、一か月に三百局以上打っていて各自が成績ノートを持ち、木谷の前へ持参し見せていた。入段試験の最中は、一人ずつ木谷の待つ応接室に入り、時間が長ければ好局、短ければ不出来が目安になっていた。木谷と打てるのは入門時に一局、独立祝いに一局の計二局だった。また、「初対面の相手には負けてはいけない」と言われていた。
基本的に内弟子の数に対して碁盤が足りていないという事情があり、皆前日の夜に布団へ入るときには碁盤を抱えるようにして寝ていて、朝起きたらその碁盤で勉強した。朝の日課としては起きたらまず碁を一局並べ、それからラジオ体操、朝食、もう一局並べてから学校へ行くという流れになっていた。午前6時起床 → 棋譜並べ → 7時ラジオ体操 → 7時半朝食 → 8時学校 → 午後3時帰宅、おやつ、ソフトボール → 5時夕食、あとかたづけ → 6時～9時対局、検討 → 10時就寝
弟子たちは木谷を囲み、自分が打った碁を並べるが基本的に木谷は何も言わずただ一局の中で何回か「ん？」という声を発するだけであった。並べている当人としては「あ、ここが大事なところだったのだ」ということを察知した。木谷はあまり喋らずたまにしか家におらず、いても一人で黙々と碁を並べていて検討も一言二言あればいいほうだった。弟子の碁を見ることはあったが、だいたいは弟子同士で切磋琢磨した。木谷はああしろ、こうしろとは言わず子供の個性を尊重した。自分の考えを押し付けず、弟子とともに研究しようという姿勢だった。
日本棋院では毎週土曜日に「木谷会」が開催されていた。弟子は同時に最大16人いて、家族や居候を含めると30人以上が同時に住まう状況もあった。
木谷は「私自身が久保松、鈴木の両先生ほか、たくさんの師や先輩のお世話になり、ことに鈴木先生のところでは、十年も内弟子をさせていただいた。私が弟子の面倒を見るのは、恩返しをする気持ちなのです」が口ぐせだったという。
一番弟子は武久勢士（現・地方棋士七段 大正5年生）。新婚二年目の24歳の木谷が内弟子として引き取った。門下最後の内弟子は園田泰隆（1976年入段）である。
10人ほどいた内弟子でリーグ戦を行っており、毎月その成績で昇級・降級があった。
道場では毎週土曜日の1時から6時に「土曜木谷会」というアマチュアも参加できる碁会を開いていた。
運動も奨励されており、公園で野球をやっていた。
梶原武雄師範の時の研究会は「三栄会」（住んでいた町名から）と名付けられた。週に一度の三栄会はひとりひとりが梶原九段の前に出て自分の碁を並べ好評を受けるスタイルで、ひとつひとつの手に理由があるか聞かれていた。

### 大竹英雄
大竹英雄が内弟子となったのは、昭和26年12月9歳の時。大竹は多くの木谷門下生にあって、常にリーダー格であり続けた。戦後、木谷家の最も弟子たちの多かった時代、大竹を中心に碁だけでなく、相撲やソフトボールを通してまとまり、大竹のさまざまなアイディアの中で育った弟弟子たちも多い。

### 加藤正夫
加藤正夫が木谷道場に入門するきっかけは、同じ九州出身で戦後の木谷道場入門者の第一号である加田克司九段の紹介であった。小学校を卒業し、平塚に来たのは、昭和34年4月4日である。当日は、先に入門を果たしていた春山勇（現九段）、久島国夫（九段）の浜岳中学校の入学式にあたり、加藤も着いたその足で入学式に臨んだ。道場での生活を加藤は15年間過ごした。

### 石田芳夫
石田芳夫は、昭和32年7月、名古屋で行なわれた木谷の九段昇段祝賀会に招かれ、この時、大竹英雄初段と六子で指導碁を打ち、夏休みの一ヶ月間を木谷家で生活する。正式の入門は、その年の11月である。小学校3年生9歳であった。当時、石田は内弟子の中で最年少でよく泣かされた。4年後の一歳年下の宮沢吾朗が入門するまで、この状態が続いた。

### 小林光一
小林光一の内弟子時、木谷の家には小林を含めて8人の内弟子がいた。木谷が体調を崩して以降に入門したため打つ機会は無かった。内弟子になった最初の日に、腰におもちゃのピストルをぶら下げた子供が部屋や廊下あたりを走り回っていた。小林は近所の子が紛れ込んだと思っていたが、これが当時8歳だった趙治勲だった。小林とは定先くらいの手合で1、2歳年上の小林より8歳の趙治勲のほうが強いことに小林はショックをうけた。小林は毎日朝5時半にはもう勉強を始めていた。そして10歳でプロになれると言われていた趙治勲を追い越し、小林光一が先に入段を果たした。小林光一の入段を見て、今度は趙治勲が奮起し、11歳でプロ入りする。お互いがいい刺激を与え合った。また加藤正夫によく打ってもらっていて、最大6子まで打ち込まれていた。

### 信田成仁
木谷道場ではエリートばかりを集めていたわけではなく入門時中学生で級位者だった信田成仁を入段に導いた。これは後年木谷門下でも語り草になっている。
一流棋士の多くが中学卒業までにプロになる中、信田成仁は中学3年生の時に碁を覚えた。武宮正樹の対局の観戦記に四谷の木谷道場の紹介があったのをみて12月に門を叩く。信田は137cmと小さくランニング、短パン姿だったので「3年生」と言ったら小学3年生と間違われ中に入ることが出来た（当時棋力は3級ほどで中学3年なら遅すぎるが小学3年なら遅くはない）。中に入り宮沢吾郎や小林覚と打ちボロボロに負かされ7子置いても負かされた。その後木谷に土曜木谷会に遊びに来るように言われ、受験勉強そっちのけで碁に没頭した。そのまま高校浪人し新聞配達をしながら碁会所に入り浸った。16歳の時に通い弟子になることを許された。18歳から内弟子になった。そして研修棋士（当時の制度）として院生と一緒に勉強するようになった。そして1973年入段を決めた。プロ試験の最後の相手は小林覚だった。覚は信田に勝てば合格だったが緊張のあまりガチガチになっており信田は勝利することが出来た。覚はこの年合格できなかったが、これに発奮して翌年合格した。「信田さんを入段させたのが、木谷道場の一番といっていい奇跡では」と覚は述べている。